# Linda Kasabian
Linda Darlene Kasabian (* 21. Juni 1949 als Linda Darlene Drouin in Biddeford, Maine; † 21. Januar 2023 in Tacoma, Washington) war Mitglied der von Charles Manson angeführten Manson Family und Kronzeugin im Tate-LaBianca-Mord-Prozess.

## Leben
Linda Kasabian stammte aus einer zerrütteten Familie, ihre Eltern ließen sich bereits in ihrer frühen Kindheit scheiden. Kasabian flüchtete mit 16 Jahren aus dem Elternhaus. Sie verließ die High School und trampte nach Kalifornien, um sich den Hippies anzuschließen. In loser Folge lebte sie entweder auf der Straße oder wohnte in mehreren Hippiegemeinschaften und wurde bald in Drogengeschäfte verwickelt. Sie heiratete mehrmals; unter anderem einen jungen Mann namens Robert Kasabian, dessen Namen sie behielt.
1968 brachte sie eine gemeinsame Tochter zur Welt. Erneut schwanger, verließ sie ihren Ehemann und kam durch Catherine Share mit der Manson Family in Kontakt. Anfang Juli 1969 traf sie auf der Spahn Movie Ranch ein. Kasabian erlebte die ersten Wochen in der Kommune als persönliche sexuelle Befreiung, wobei LSD und häufiger Geschlechtsverkehr mit wechselnden Partnern eine entscheidende Rolle spielten. Um in der Gruppe Anerkennung zu finden, entwendete sie ihrem Ehemann 5000 US-Dollar, die er für einen Freund verwahrt hatte, und übergab das Geld Manson.

## Morde
Linda Kasabian fuhr das Auto, das am 8. August 1969 Susan Atkins, Charles Watson und Patricia Krenwinkel zum Anwesen von Sharon Tate und Roman Polański am Cielo Drive in Bel Air brachte, um alle Anwesenden zu ermorden. Sie bestritt später vor Gericht, direkt bei den Morden mitgewirkt zu haben, da sie nur Aufpasserin gewesen sei. Charles Manson habe ihr einfach befohlen, ein Messer zu ergreifen und zu tun, was Watson ihr sagen würde, „denn es sei nun der Zeitpunkt für ‚Helter Skelter‘ gekommen“ (ein Terminus, den Manson in seiner Ideologie einem gleichnamigen Song der Beatles entlehnt hatte).
Alle bis auf Kasabian seien durch ein Fenster eingestiegen. Wenig später hörte sie Schreie, dann wankte der blutüberströmte Wojciech Frykowski heraus. Watson folgte ihm und tötete ihn dort. Sie sah auch, wie Abigail Folger flüchtete und von Krenwinkel und Watson erstochen wurde. Die Vorgänge im Haus habe sie nicht verfolgen können.
In der nächsten Nacht geschahen die Morde an Leno und Rosemary LaBianca. Watson, Krenwinkel und Leslie Van Houten wurden dazu von Manson in das Haus der LaBiancas befohlen, Kasabian sollte zusammen mit Atkins und Steve Dennis Grogan in Malibu-Beach den libanesischen Schauspieler Saladin Nader töten, den Kasabian Tage zuvor am Strand kennengelernt hatte. Ihrer Aussage nach klingelte sie absichtlich an der falschen Tür, um den Mord in letzter Sekunde zu verhindern, und floh einige Tage danach von der Ranch der Family, wobei sie ihre Tochter zunächst zurücklassen musste. Auf die Frage des Gerichtes, warum sie die anderen Morde nicht verhindert habe, äußerte Kasabian: „Ich habe einfach nur Angst vor Manson und seinen Sektenmitgliedern gehabt …“
Linda Kasabian wurde am 2. Dezember 1969 für die Morde an Tate, Folger, Frykowski, Sebring und dem Ehepaar LaBianca angeklagt, aber als Kronzeugin der Prozesse auf Bewährung entlassen. Kasabians detaillierte Schilderungen der Verbrechen überführten Charles Manson, Susan Atkins, Charles Watson, Leslie Van Houten und Patricia Krenwinkel, die alle zum Tode verurteilt wurden. Die Urteile wurden später, nach Abschaffung der Todesstrafe in Kalifornien, in lebenslange Haftstrafen umgewandelt.

## Nach den Prozessen
Nach den Gerichtsprozessen verschwand Linda Kasabian Mitte der 1970er aus der Öffentlichkeit. Sie änderte ihren Namen und zog nach New Hampshire. Nach einem Autounfall war sie behindert, wurde arbeitslos und begann erneut, mit Drogen zu handeln. Zusammen mit ihrer Tochter wurde sie 1996 wegen Drogen- und Waffenbesitzes verhaftet.
Linda Kasabian starb Ende Januar 2023 im Alter von 73 Jahren in einem Krankenhaus in Tacoma, Washington. Ihr Tod wurde erst einen Monat später publik.

## Fernsehfilm und TV-Dokudrama
Linda Kasabian wurde von Marilyn Burns im Fernsehfilm Helter Skelter – Die Nacht der langen Messer  (1976) dargestellt. In dem kanadischen Fernseh-Dokudrama Charles Manson – Mythos eines Mörders erzählte Kasabian 2008 ihre Geschichte. Anhand von Exklusivinterviews mit Kasabian und weiteren Mitgliedern der Manson Family, Archivmaterial und Augenzeugenberichten erzählt die Fiction-Doku, wie es zu der Mordserie kam. In Quentin Tarantinos Kinofilm Once Upon a Time in Hollywood (2019) wurde eine stark fiktionalisierte Version von Kasabian von Maya Hawke dargestellt.

## Trivia
Die britische Rockband Kasabian benannte sich nach ihr, nachdem Gitarrist Christopher Karloff einen Artikel über Charles Manson gelesen hatte.